# Europa Galante
Europa Galante je italský instrumentální soubor klasické hudby specializující se na barokní hudbu a tzv. galantní styl.

## Dějiny
Orchestr, založený v roce 1990 italským houslistou Fabiem Biondim, hraje hudbu na dobové nástroje.
Europa Galante vystupuje v nejvýznamnějších koncertních sálech a divadlech na světě: od milánské Scaly po Národní akademii Santa Cecilia v Římě, od Suntory Hall v Tokiu po Concertgebouw v Amsterdamu, od Royal Albert Hall v Londýně po Lincolnovo centrum v New Yorku, od Théâtre des Champs Élysées v Paříži až po operu v Sydney.
V Itálii spolupracuje s Accademia di Santa Cecilia na obnově italských vokálních děl z 18. století, jako jsou Passione di Gesù Cristo (Umučení Ježíše Krista) od Antonia Caldary, Sant'Elena al Calvario (Svatá Helena na Kalvárii) od Leonarda Lea a Gesù sotto il Peso della Croce (Ježíš pod tíhou kříže) od Gian Francesca de Majo. V rámci této spolupráce v roce 2009 zahájil sezónu provedením oratoria Alessandra Scarlattiho La Santissima Annunziata v Římě.
Europa Galante se také podílela na šíření hudby Alessandra Scarlattiho s mnoha oratorii a operami, včetně ve spolupráci se Scarlattiho festivalem v Palermu: Massimo Puppieno, Il Trionfo dell'Onore, Carlo Re d'Alemagna a La Principessa Fedele.

## Ocenění
V roce 2002 byli Fabio Biondi a Europa Galante oceněni cenou Abbiati od italských hudebních kritiků za provedení Trionfo dell'Onore a koncertní činnost jako celek.
V roce 2004 byla souboru udělena cena Scanno v kategorii Hudba Fabiu Biondimu a souboru Europa Galante za zásluhy tělesa, coby jedné z nejuznávanějších hudebních skupin na mezinárodním poli.
V roce 2009 Europa Galante vystupovala ve významných koncertních sálech, jako Théâtre des Champs-Élysées, Wien Konzerthaus a také na velkých festivalech Festival de Radio France Montpellier, Salcburský festival, Cuenca Festival, Sienský hudební týden. Na dlouhém evropském turné po Španělsku, Polsku, Rakousku ad. - tuto sezónu uvedlo oratorium Nicoly Faga Il Pharaone Sommerso.
V sezóně 2009/2010 orchestr vystupoval ve Španělsku, Anglii, Francii, Německu, Nizozemsku, ale i ve Spojených státech amerických (Carnegie Hall, Los Angeles Disney Hall) a Latinské Americe.

## Členové souboru
Obsazení souboru Europa Galante se pohybuje od tria přes smyčcové kvinteto až po barokní formaci o 14 hudebnících (smyčcový orchestr a continuo) a klasický orchestr.
- Fabio Biondi, sólové housle a dirigent
- Silvia Falavigna, housle
- Haim Fabrizio Cipriani, housle
- Silvia Mondino, housle
- Silvia Cantatore, housle
- Luca Ronconi, housle
- Robert Brown, fialová
- Ettore Belli, viola
- Maurizio Naddeo, violoncello
- Antonio Fantinuoli, violoncello
- Lorenz Duftshmid, kontrabas
- Rinaldo Alessandrini, cembalo
- Maurice Steger, sólová zobcová flétna

## Diskografie
Od roku 1998 a po významné diskografii vydané ve spolupráci s francouzskou nahrávací společností Opus 111 spolupracuje Europa Galante výhradně s Virgin Classics, pro kterou vydala řadu desek, které získaly mezinárodní ocenění od specializovaných kritiků. Tato diskografie nezahrnuje mimosbírkové nahrávky, krabicové sety a reedice.
- 1991 - Antonio Vivaldi, Le Quattro Stagioni, manchesterská verze (Opus 111) - Diapason d'Or
- 1992 - Alessandro Scarlatti, Cain overo il primo omicidio, oratorium, s Glorií Banditelliovou, Cristinou Miatellovou a souborem Concerto Italiano, dir. Rinaldo Alessandrini (Opus 111, 2CD)
- 1993 - Antonio Vivaldi, Concertos for strings, s Fabriziem Ciprianim, Mauriziem Naddeem a Antoniem Fantinuolim, Rinaldo Alessandrini (Opus 111)
- 1995 - Alessandro Scarlatti, Humanità e Lucifero, s Rossanou Bertiniovou, Glorií Banditelliovou a Silvií Piccollo (Naïve)
- 1996 - Antonio Vivaldi, Sonate di Dresda, s Rinaldem Alessandrinim a Mauriziem Naddeem (Opus 111)
- 1997 - Antonio Vivaldi, L'Estro Armonico (Virgin Classics "Veritas", 2CD)
- 1998 - Antonio Caldara, La Passione di Gesù Cristo Signor Nostro, s Patricií Petibon, Laurou Polverelliovou, Francescou Pedaciovou a Sergiem Forestim (Virgin Classics "Veritas")
- 1998 - Johann Sebastian Bach, Cantatas & Arias, s Ianem Bostridgem, tenor (Virgin Classics)
- 1999 - Antonio Vivaldi, La Tempesta di mare (Virgin Classics "Veritas")
- 2001 - Antonio Vivaldi, Il Cimento dell'armonia e dell'inventione (Virgin Classics "Veritas")
- 2002 - Antonio Vivaldi, Concerti (Opus 111) - Diapason d'Or
- 2002 - Alessandro Scarlatti, Concerti & Sinfonie (Virgin Classics "Veritas") - Diapason d'Or
- 2002 - Antonio Vivaldi, Stabat Mater; Nisi Dominus; Longe mela, s Davidem Danielsem (Virgin Classics "Veritas") - Diapason d'Or
- 2002 - Antonio Vivaldi, Concerti per mandolini; Concerto con molti strumenti (Virgin Classics "Veritas")
- 2002 - Italian Violin Sonatas, s hudbou Francesca Marii Veraciniho, Pietra Antonia Locatelliho, Michele Mascittiho, Francesca Geminianiho a Giuseppa Tartiniho (Virgin Classics "Veritas")
- 2003 - Antonio Vivaldi, The Four Seasons (Virgin Classics "Veritas")
- 2003 - Luigi Boccherini, Guitar Quintets; String Quartet (Virgin Classics "Veritas")
- 2003 - Arcangelo Corelli, Concerti grossi, op. 6 (Naïve)
- 2004 - Antonio Vivaldi, Motets, s Patrizií Ciofiovou (Virgin Classics "Veritas")
- 2004 - Alessandro Scarlatti, La Santissima Trinità, oratorium, s Robertou Invernizziovou, Véronique Gensovou, Paulem Agnewem, Robertem Abbondanzou (Virgin Classics "Veritas")
- 2005 - Antonio Vivaldi, Bajazet, s Patrizií Ciofiovou, Davidem Danielsem a Vivicou Genaux (Virgin Classics, 2CD)
- 2005 - Antonio Vivaldi, Concerti con molti strumenti, vol. 2 (Virgin Classics)
- 2006 - Wolfgang Amadeus Mozart, Violin Concertos 1-3 (Virgin Classics)
- 2006 - Giovanni Battista Pergolesi, Stabat Mater, s Davidem Danielsem a Dorotheou Röschmannovou (Virgin Classics)
- 2007 - Antonio Vivaldi, Concerti per viola d'amore (Virgin Classics)
- 2007 - Improvisata. Sinfonie con titoli, s hudbou Antonia Vivaldiho, Giovanniho Battisty Sammartiniho, Luigi Boccheriniho, Carla Monzy a Giuseppa Demachiho (Virgin Classics)
- 2009 - Luigi Boccherini, Trio, quartet, quintet & sextet for strings (Virgin Classics)
- 2009 - Antonio Vivaldi, Pyrotechnics. Opera Arias, s Vivicou Genaux (Virgin Classics)